# Holička (podcelek)
Holička je geomorfologický podcelek Volovských vrchů.
Sousedí na severovýchodě, východě a jihu s Košickou kotlinou a od Kojšovskou holí na severozápadě je oddělena potokem Ida. Je to nejmenší geomorfologický podcelek pohoří, tvoří jihovýchodní výběžek. Nejvyšším bodem je stejnojmenný vrch (927 m).